# Amritsar
Amritsar (in punjabi ਅੰਮ੍ਰਿਤਸਰ) è una suddivisione dell'India, classificata come municipal corporation, di 2,684,123 abitanti, capoluogo del distretto di Amritsar, nello stato federato del Punjab del quale è la città principale. In base al numero di abitanti la città rientra nella classe I (da 900.000 persone in su). Amritsar è anche il centro culturale e spirituale della religione sikh e la sede del famoso Tempio d'Oro, conosciuto anche con il nome di Harmandir Sahib. È stata teatro del massacro di Amritsar, uno degli episodi più sanguinosi della lotta per l'indipendenza indiana, durante il quale il generale Dyer ordinò alle truppe di uccidere la folla di persone che si era creata.

## Società

### Evoluzione demografica
Al censimento del 2001 la popolazione di Amritsar assommava a 975.695 persone, delle quali 524.127 maschi e 451.568 femmine. I bambini di età inferiore o uguale ai sei anni assommavano a 113.601, dei quali 64.238 maschi e 49.363 femmine. Infine, coloro che erano in grado di saper almeno leggere e scrivere erano 688.968, dei quali 381.280 maschi e 307.688 femmine.